# (6084) Bascom
(6084) Bascom es un asteroide perteneciente al cinturón de asteroides, región del sistema solar que se encuentra entre las órbitas de Marte y Júpiter, descubierto el 12 de febrero de 1985 por Carolyn Shoemaker y por su esposo que también era astrónomo Eugene Shoemaker desde el Observatorio del Monte Palomar, Estados Unidos.

## Designación y nombre
Designado provisionalmente como 1985 CT. Fue nombrado Bascom en homenaje a Florence Bascom, la primera mujer geóloga en los Estados Unidos. Experta en cristalografía, mineralogía y petrografía y trabajó en los campos del metamorfismo y la cristalografía en su infancia. También fue una educadora que preparó a una generación de jóvenes mujeres como profesionales en Bryn Mawr, donde fundó el departamento de geología. Fue la primera mujer contratada por el Servicio Geológico de EE. UU. Y la primera mujer elegida para el Consejo de la Sociedad Geológica de América. Su trabajo pionero le valió un puesto entre los cien geólogos más importantes del país a principios del siglo XX.

## Características orbitales
Bascom está situado a una distancia media del Sol de 2,312 ua, pudiendo alejarse hasta 2,858 ua y acercarse hasta 1,767 ua. Su excentricidad es 0,235 y la inclinación orbital 23,00 grados. Emplea 1284,65 días en completar una órbita alrededor del Sol.

## Características físicas
La magnitud absoluta de Bascom es 12,9. Tiene 6,347 km de diámetro y su albedo se estima en 0,22. 